# تيم بيني
تيم بيني (بالإنجليزية: Tim Penny)‏ هو سياسي أمريكي، ولد في 19 نوفمبر 1951 في ألبرت ليا في الولايات المتحدة. حزبياً، نشط في حزب العمال المزارعين الديمقراطيين في مينيسوتا والحزب الديمقراطي.

## مناصب
- في انتخابات مجلس النواب الأمريكي 1990 [الإنجليزية]‏، انتخب عضو مجلس النواب الأمريكي عن دائرة Minnesota's 1st congressional district [الإنجليزية]‏ وقد انضم خلال فترته النيابية [الإنجليزية]‏ (3 يناير 1991 – 3 يناير 1993) للكتلة البرلمانية الحزب الديمقراطي.
- في انتخابات مجلس النواب الأمريكي 1992 [الإنجليزية]‏، انتخب عضو مجلس النواب الأمريكي عن دائرة Minnesota's 1st congressional district [الإنجليزية]‏ وقد انضم خلال فترته النيابية [الإنجليزية]‏ (5 يناير 1993 – 3 يناير 1995) للكتلة البرلمانية الحزب الديمقراطي.
- انتخب عضو مجلس ولاية مينيسوتا (4 يناير 1977 – 3 يناير 1983).
- انتخب عضو مجلس النواب الأمريكي.